# Estampado textil

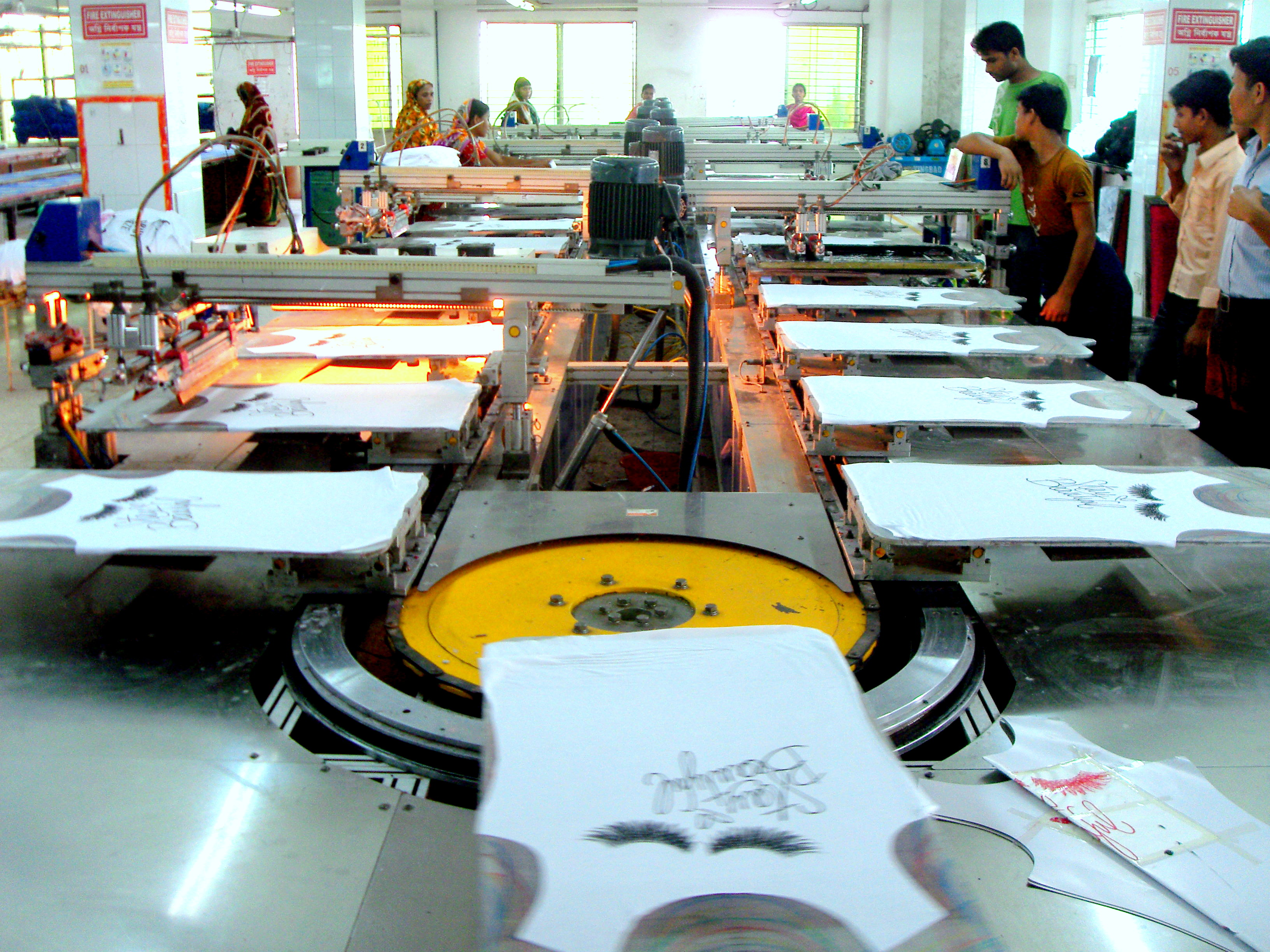
Máquina de estampado automático en una fábrica en Bangladés

El estampado o impresión textil es el proceso de aplicar color a una tela en patrones o diseños definidos. En las telas debidamente estampadas, el color se une a la fibra para resistir el lavado y la fricción. El estampado de textiles está relacionado con su teñido, pero en el teñido adecuado, todo el tejido se cubre uniformemente con un color, mientras que en el estampado se aplican uno o más colores solo en ciertas partes de la tela y en patrones claramente definidos.
En el proceso de estampado se pueden utilizar tacos de madera, esténciles, planchas de grabado, rodillos o serigrafías para colocar los colores sobre la tela. Los colorantes utilizados en la impresión contienen tintes espesados para evitar que el color se extienda por atracción capilar más allá de los límites de un patrón o diseño.

## Historia
La xilografía es una técnica para imprimir texto, imágenes o patrones que se usa ampliamente en toda Asia Oriental. Probablemente se originó en la antigüedad en China como un método de impresión en tejidos y más tarde en papel. Como método de estampado en tela, los ejemplos más antiguos que se conservan de China datan de antes del 220.
La impresión textil se conocía en Europa, a través del mundo islámico, desde aproximadamente el siglo XII, y se usaba ampliamente. Sin embargo, los tintes europeos tendían a licuarse, lo que restringía el uso de patrones impresos. Se imprimieron diseños bastante grandes y ambiciosos con fines decorativos, como tapices de pared y manteles de atril, donde esto era un problema menor ya que no necesitaban lavado. Cuando el papel se hizo común, la tecnología se utilizó rápidamente para las impresiones xilográficas. También se importaba tela superior de países islámicos, pero era mucho más cara.
Los incas y los aztecas también practicaron el estampado textil antes de la invasión española en 1519.
Durante la segunda mitad del siglo XVII, los franceses trajeron directamente por mar, desde sus colonias en la costa este de la India, muestras de grabados en blanco y azul de la India, y junto con ellos, detalles de los procesos mediante los cuales se habían producido. que producía telas lavables. 

## Métodos

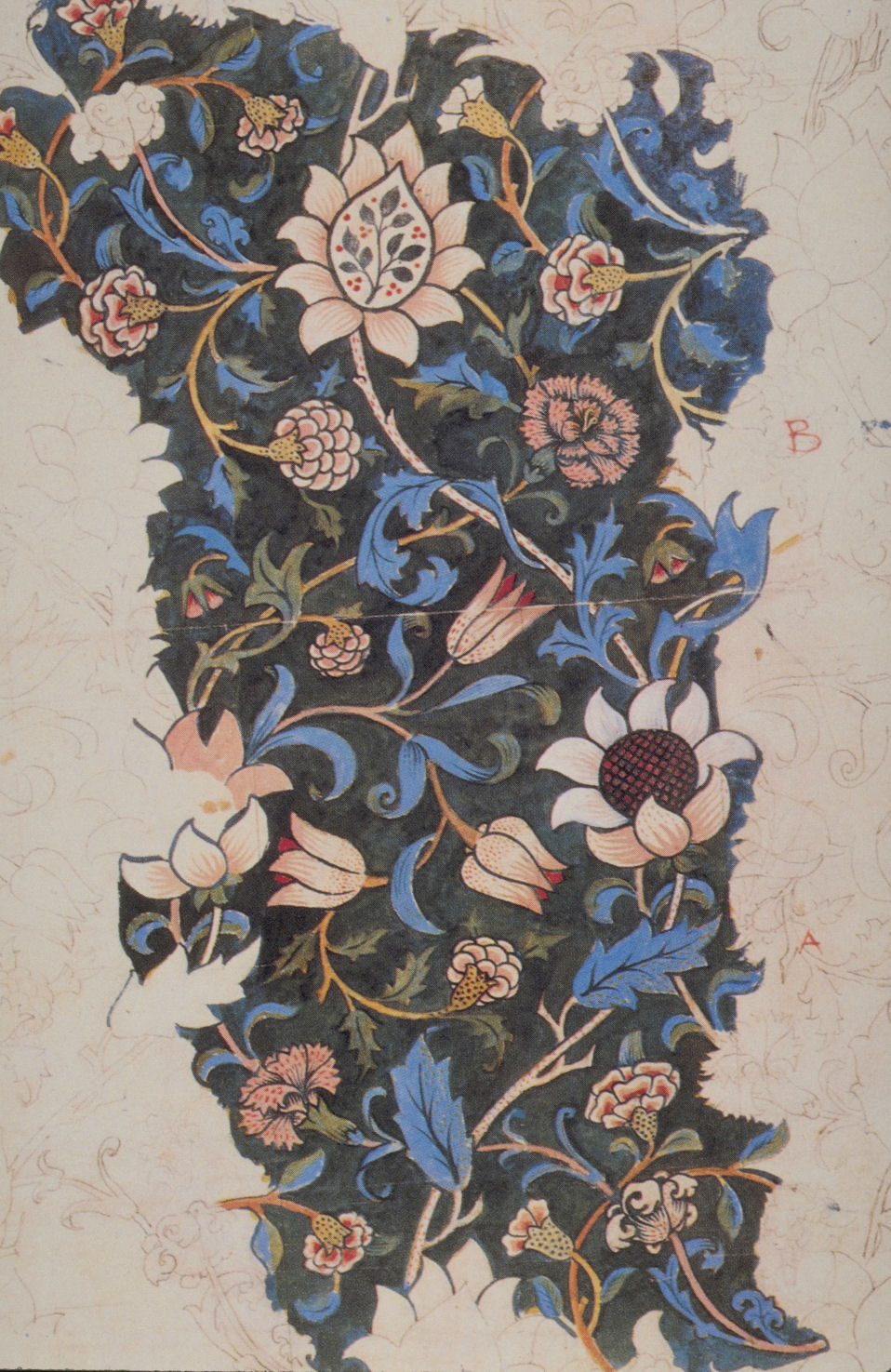
Diseño para un textil estampado en madera a mano, que muestra la complejidad de los bloques utilizados para hacer patrones repetidos. Evenlode, de William Morris, 1883.

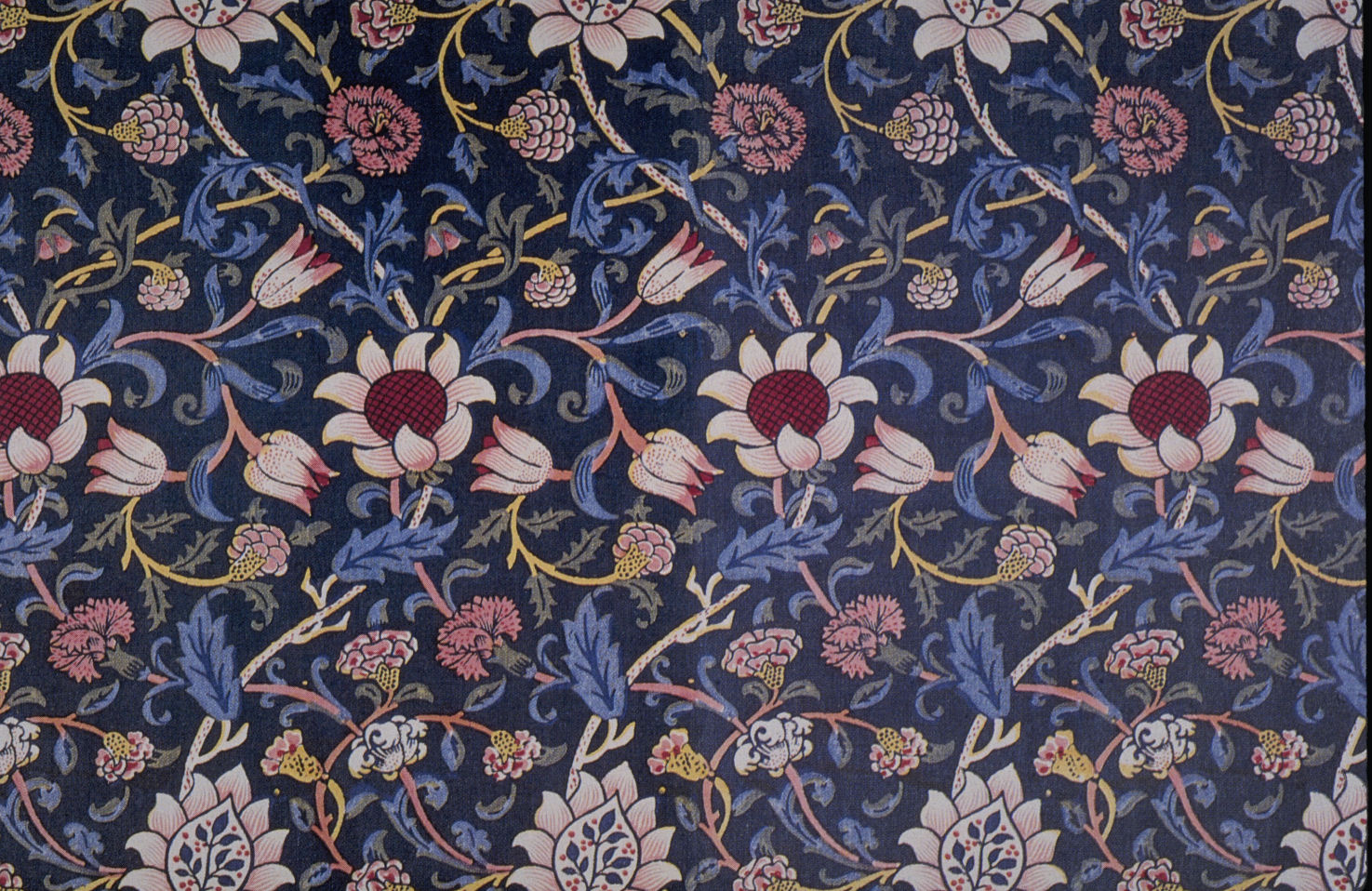
Evenlode con el patrón anterior ya estampado completamente.

Las técnicas tradicionales de estampado textil se pueden clasificar en cuatro estilos:
- Estampado directo, en la que se imprimen colorantes que contienen tintes, espesantes y mordientes o sustancias necesarias para fijar el color en la tela con el patrón deseado.
- El estampado de un mordiente con el patrón deseado antes de teñir la tela; el color se adhiere sólo donde se imprimió el mordiente.
- Teñido por reserva, en el que se imprime una cera u otra sustancia sobre un tejido que posteriormente se tiñe. Las zonas enceradas no aceptan el tinte, dejando dibujos sin colorear sobre un fondo coloreado.
- Estampado por descarga, en la que se imprime un agente blanqueador sobre telas previamente teñidas para eliminar parte o la totalidad del color.

Las técnicas de reserva y de descarga estuvieron particularmente de moda en el siglo XIX, al igual que las técnicas combinadas en las que se usaba índigo para crear fondos azules antes del estampado en bloque de otros colores. El estampado industrial moderna utiliza principalmente técnicas de impresión directa.
El proceso de estampado consta de varias etapas para preparar el tejido y la pasta de estampación, y fijar la impresión de forma permanente sobre el tejido:
- pretratamiento de la tela,
- preparación de colores,
- preparación de pasta de estampación,
- impresión de pasta sobre tela usando métodos de impresión,
- secado de la tela,
- fijación con vapor o aire caliente (para pigmentos),
- tratamientos posteriores al proceso.